# Javier Gorosterratzu
Javier Gorosterratzu Jaunarena (Urroz de Santesteban, Navarra, 28 de agosto de 1877 - Cuenca, 10 de agosto de 1936) fue un sacerdote católico e historiador español.
Nacido en el seno de una familia de agricultores euskaldunes, ingresó a los 16 años en los redentoristas. Tras hacer el postulantado en Astorga y el noviciado en Nava del Rey, fue ordenado sacerdote en 1893 y estudió teología en Astorga, donde posteriormente sería profesor de filosofía y ciencias. Trasladado en 1913 a Pamplona, en 1927 a Madrid, en 1930 nuevamente a Pamplona y en 1933 a Cuenca, murió asesinado por las milicias del Frente Popular durante los inicios de la guerra civil.
Su obra más importante fue Don Rodrigo Jiménez de Rada, gran estadista, escritor y prelado (Pamplona, 1925), una exhaustiva biografía del arzobispo de Toledo que recibió en 1926 el Premio al Talento de la Real Academia de la Historia. 
También dejó escrita una Reseña biográfica de Sor Josefa de San Alfonso, publicada en Zaragoza en 1922, y tradujo al castellano la Notitia utriusque Vasconiæ, tum ibericæ, tum aquitanicæ [Historia de las dos Vasconias, ibérica y aquitana] de Arnaud Oihenart.